# Via Czechia

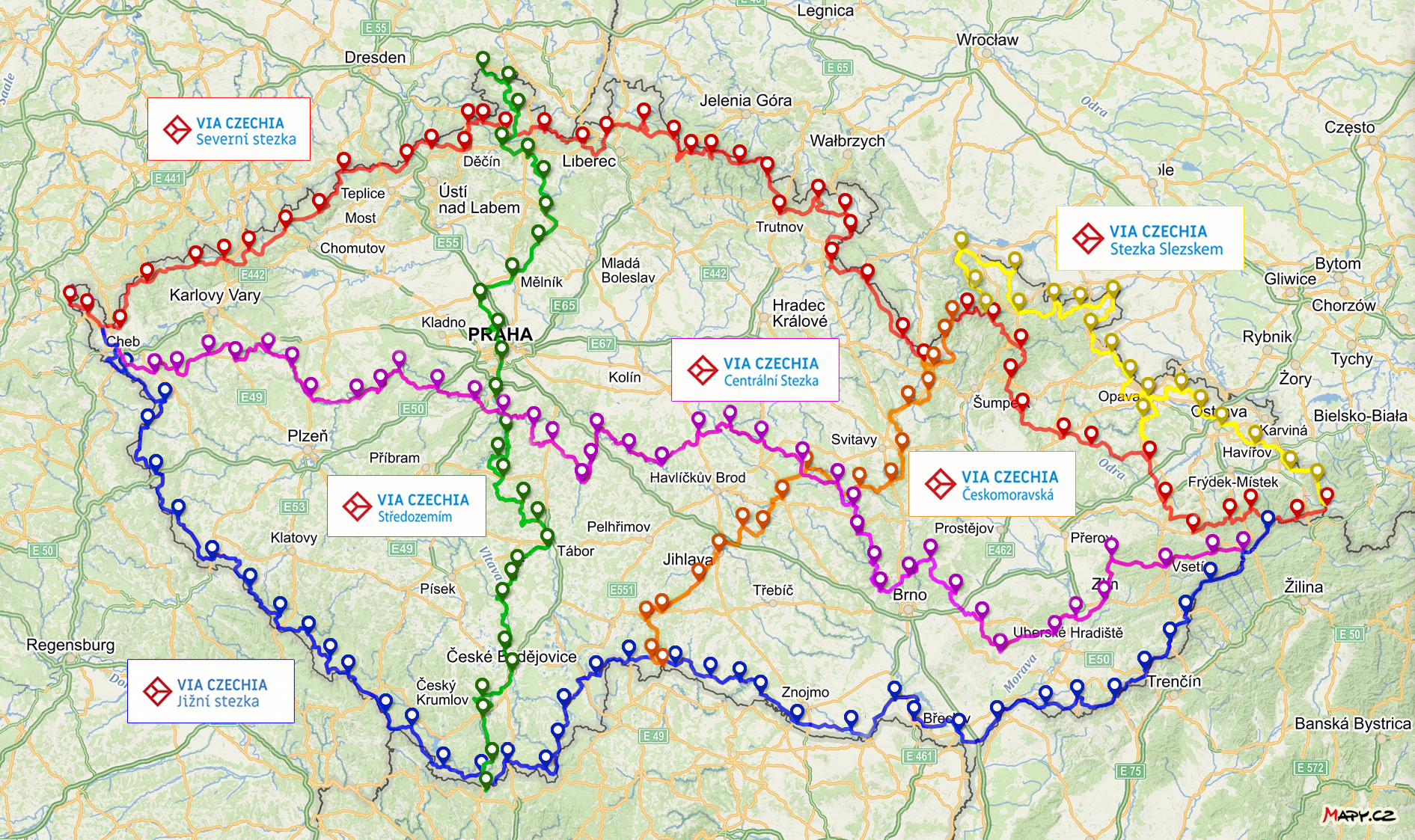

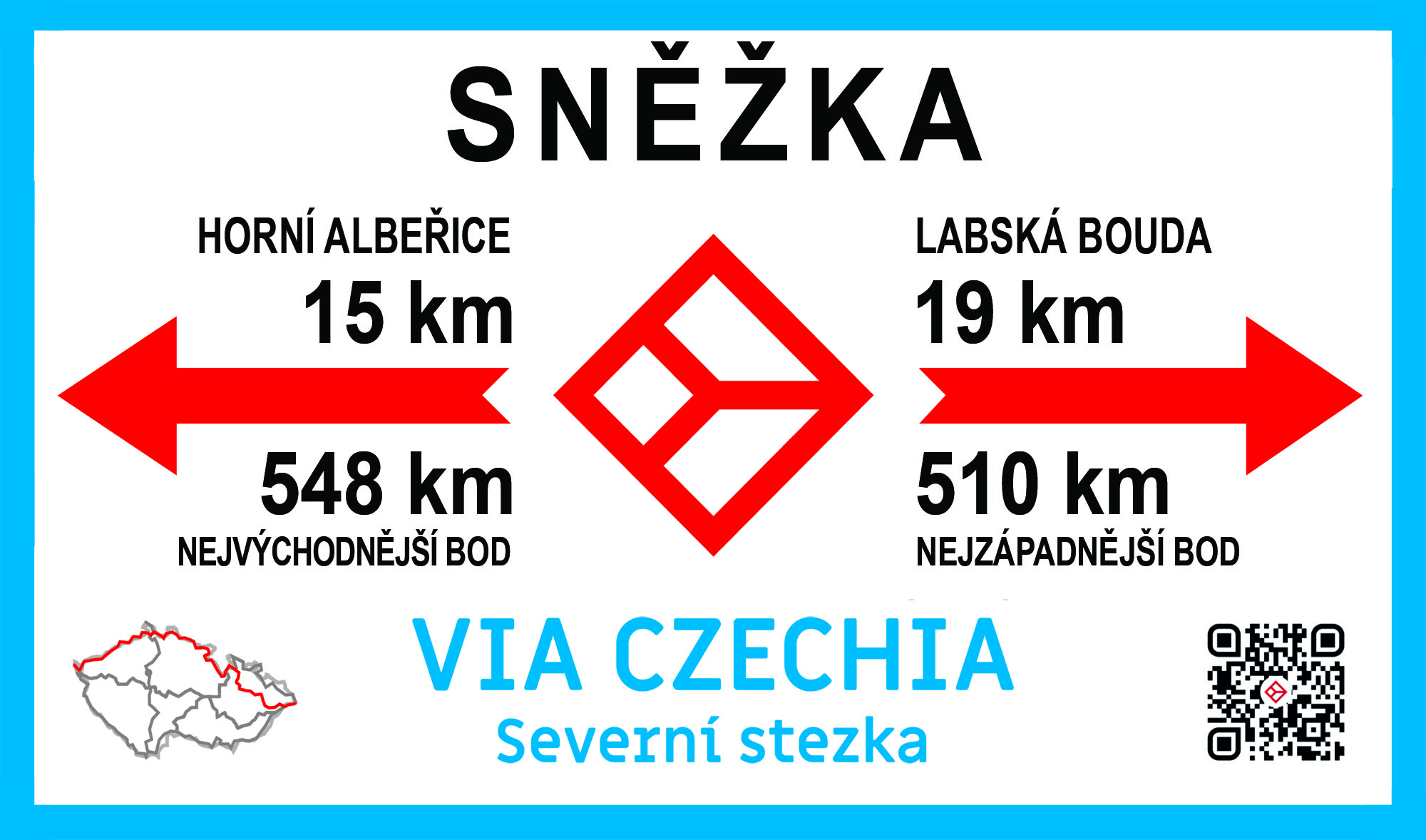

Via Czechia is een netwerk van gemarkeerde langeafstandswandelpaden in Tsjechië dat wordt beheerd door Klub českých turistů (KČT). 
De Czech Trail (of Stezka Českem in het Tsjechisch) vormt een lus van 2000 kilometer in Tsjechië  en bestaat uit een noordelijke route (Severní stezka/Northern Trail, van Aš tot Jablunkov) van 1058 kilometer en een zuidelijke route (Jižní stezka/Southern Trail, ook van Aš tot Jablunkov maar via het zuiden van Tsjechië) van 1052 kilometer .
Andere routes takken hierop aan:
- Centrální stezka/ Centrale Route (1036 kilometer, 47 etappes, van het meest westelijke punt van Tsjechië bij Krásná naar het meest oostelijke punt van Tsjechië bij Bukovec)
- Stezka středozemím/  Meridiaanroute (569 kilometer, 27 etappes, van het meest noordelijke punt van Tsjechië bij Šluknov naar het meest zuidelijke punt van Tsjechië bij Vyšší Brod)
- Stezka Slezskem/ Silezische Route (388 kilometer, 18 etappes, van Lipová-lázně tot Bukovec langs de grens met Polen)
- Českomoravská stezka/ Boheems-Moravische Route (345 kilometer, 18 etappes, van Králíky tot Staré Město pod Landštejnem langs de historische grens tussen Bohemen en Moravië)